# Otto Sigg
Otto Sigg (* 1943 in Seuzach) ist ein Schweizer Historiker.

## Leben
Aufgewachsen in Seuzach bei Winterthur, promovierte Sigg 1971 an der Universität Zürich bei Hans Conrad Peyer zum Thema Zürcher Finanzwesen der Frühen Neuzeit. Ab 1969 arbeitete er im Staatsarchiv des Kantons Zürich und war von 1983 bis 2006 als Nachfolger von Ulrich Helfenstein dessen Direktor.
Schwerpunkte seiner Forschungen und Veröffentlichungen sind die Landes- und Ortsgeschichte des Kantons Zürich mit dem thematischen Schwerpunkt Sozial- und Agrargeschichte. Sigg ist auch als Autor des Historischen Lexikons der Schweiz (HLS) tätig und veröffentlicht Sachbücher.

## Hexenprozesse in Zürich
Otto Siggs Aufbereitung von Originalquellen zu den Zürcher Hexenprozessen mit Todesurteilen wurde 2012 im Selbstverlag publiziert. Eine zweite Auflage erschien im Folgejahr mit dem Offizin Zürich Verlag. Sigg rekonstruiert die Hinrichtung von insgesamt 75 Frauen und vier Männern im Zeitraum zwischen 1487 und 1701. Drei Hinrichtungen fallen in die Zeit vor der Reformation: Margreth Bucher aus Oberwil, Dägerlen (1487), Älly Schnyder aus Andelfingen (1493) und Itly am Hag aus Wädenswil (1518). Der letzte klassische Hexenprozess in der Stadt Zürich, mit peinlicher Befragung im Gefängnisturm Wellenberg, fand 1660 statt (Catharina Bumann aus Maschwanden). Spätere Fälle betreffen Lorenz Nägele aus Horgen (Verurteilung wegen Unzucht mit Kindern, nicht wegen Hexerei, aber die Verhörakten erwähnen, Nägele habe „mit dem leidigen Satan einige Gemeinschaft gepflogen“) sowie zwei Hexenprozesse in der Zürcher Landschaft, 1666 das Verhör von Küngold Kern von Buch am Irchel durch das Gericht in Wülflingen (Anklage wegen Kindstötung, aber die Angeklagte gestand auch Hexerei) und 1701 als letzter Hexenprozess im Zürcher Herrschaftsgebiet der Wasterkinger Prozess mit der Hinrichtung von acht Personen.
Sigg bezeichnete diese Hinrichtungen als Justizmorde und forderte ihre Rehabilitation sowie das Anbringen einer Gedenktafel bei der Wasserkirche. Er verweist auf die bereits 2001 von der Evangelisch-reformierten Landeskirche und der Kantonsregierung abgehaltenen Gedenkfeier für die acht Opfer des Wasterkinger Hexenprozesses — «Das wars dann aber,» so Sigg, «seither ist fast nichts mehr zur Aufarbeitung dieses dunklen Kapitels geschehen.» 2020 nahm der Kirchenrat der Evangelisch-reformierten Landeskirche des Kantons Zürich die Petition von Sigg an zu einer theologischen Aufarbeitung der Zürcher Hexenmorde.

## Schriften (Auswahl)
- Hexenprozesse mit Todesurteil. Justizmorde der Zunftstadt Zürich; vom bösen Geist in Stadt und Land Zürich und im aargauischen Kelleramt; Dokumentation zu den 79 mit Todesurteil endenden sogenannten Hexenprozessen im Hoheitsgebiet der Stadt Zürich 1487–1701; auf Grund von Quellen des Staatsarchivs Zürich. 2. Auflage, Offizin, Zürich 2013, ISBN 978-3-907496-79-4 (1. Auflage, 2012, ISBN 978-3-9523685-8-9).
- Archivführer der Zürcher Gemeinden und Kirchgemeinden sowie der städtischen Vororte vor 1798. Zeugnisse zürcherischer Gemeinde-, Verwaltungs- und Rechtskultur im agrarischen und kirchlichen Zeitalter. Staatsarchiv des Kantons Zürich (Hrsg.), Zürich 2006.
- Eidgenössische Überlieferung beim Vorort Zürich. Bank Sarasin, Basel 1990.
- «Lob der Tüchtigkeit». Kleinjogg und die Zürcher Landwirtschaft am Vorabend des Industriezeitalters. Zum zweihundertsten Todesjahr Kleinjogg Gujers (1716–1785). Mit Texten von Otto Sigg, Hans-Ulrich Pfister, Thomas Schärli, Bildern von Werner Reich. Staatsarchiv des Kantons Zürich, Zürich 1985.
- Zwinglis Zürich (1484–1531). Eine Publikation des Staatsarchives Zürich. Mit Texten von Otto Sigg, Thomas Schärli, Heinzpeter Stucki, Zürich 1984.
- Zürcher Hexen-Geschichten. In: Peter Niederhäuser (Hrsg.): Verfolgt, verdrängt, vergessen? Schatten der Reformation. Chronos Verlag, Zürich 2018, S. 133–148.
- Hexenverfolgung der alten Eidgenossen in der Grafschaft Baden, 2021.[5]